# Flaveria oppositifolia
Flaveria oppositifolia là một loài thực vật có hoa trong họ Cúc. Loài này được (DC.) Rydb. mô tả khoa học đầu tiên năm 1915.